# The Grinch (2018)
The Grinch (bra: O Grinch; prt: Grinch) é um filme natalino americano de animação 3-D produzido pela Illumination Entertainment. Baseado na história de 1957, Dr. Seuss How the Grinch Stole Christmas!, é a terceira adaptação cinematográfica da história, após o especial de TV de 1966 do mesmo nome e o longa-metragem de 2000. É dirigido por Yarrow Cheney e Scott Mosier, escrito por Michael LeSieur e Tommy Swerdlow, é estrelado Benedict Cumberbatch. O filme foi lançado pela Universal Pictures em 9 de novembro de 2018. O filme tem uma versão Real D 3D e IMAX 3D.

## Sinopse
O Grinch (Benedict Cumberbatch) cria um esquema com seu confiável cão Max para arruinar o Natal enquanto os moradores de Quemlândia planejam sua festa anual de natal. Enquanto isso, Cindy Lou Quem planeja procurar o Papai Noel para agradecê-lo por ajudar sua mãe viúva a cada Natal, mas mal sabia ela que está tentando é descobrir as más intenções do Grinch.

## Elenco
- Benedict Cumberbatch como O Grinch
- Cameron Seely como Cindy Lou Quem
- Rashida Jones como Donna Lou Quem
- Kenan Thompson como Bricklebaum
- Angela Lansbury como A Prefeita da Cidade dos Quem
- Pharrell Williams  como O Narrador
- Ramone Hamilton como Axl
- Scarlett Estevez como Izzy

## Produção
Em fevereiro de 2013, foi anunciado que a Illumination Entertainment está desenvolvendo um filme de animação 3D baseado no livro do Dr. Seuss, com Peter Candeland e Yarrow Cheney prontos para dirigir e Benedict Cumberbatch dando voz ao personagem de título.

## Lançamento
O filme foi originalmente programado para ser lançado em 10 de novembro de 2017, mas em Junho de 2016 foi adiado para 9 de novembro de 2018.

### Marketing
Durante os jogos olímpicos de inverno de 2018 foi lançado tv spot com a música de fundo da cantora pop Christina Aguilera - Beautiful.
O primeiro trailer oficial foi lançado em 8 de março de 2018, na frente de A Wrinkle in Time, Sherlock Gnomes, Show Dogs e Solo: A Star Wars Story.
O segundo trailer foi lançado em 14 de junho de 2018, na frente de Incredibles 2 e Jurassic World: Fallen Kingdom.